# Todd Lichti
Todd Samuel Lichti (Walnut Creek, California, 8 de enero de 1967) es un exjugador de baloncesto estadounidense que jugó durante 5 temporadas en la NBA, además de hacerlo también una temporada en Australia. Con 1,93 metros de altura, lo hacía en la posición de escolta.

## Trayectoria deportiva

### Universidad
Jugó durante cuatro temporadas con los Cardinal de la Universidad de Stanford, en las que promedió 18,8 puntos y 5,3 rebotes por partido. Es el único jugador en la historia de la universidad en ser elegido en sus cuatro temporadas en el mejor quinteto de la Pacific 10 Conference. Es, además, el líder histórico de anotación, con 2.336 puntos anotados.
En su última temporada, en 1989, fue incluido en el tercer equipo All-American.

### Profesional
Fue elegido en la decimoquinta posición del Draft de la NBA de 1989 por Denver Nuggets, donde, tras una primera temporada como suplente, al año siguiente se hizo con el puesto de titular, y estaba promediando 14,0 puntos y 3,9 rebotes en los primeros 29 partidos, cuando una lesión en la rodilla le apartó de las canchas para el resto de la temporada.
Las lesiones le siguieron acompañando las dos siguientes temporadas, perdiéndose numerosos partidos. Antes del inicio de la temporada 1993-94 fue traspasado junto con Anthony Cook a Orlando Magic a cambio de Bison Dele, pero únicamente jugó 4 partidos antes de ser cortado. Posteriormente firmó un par de contratos temporales con Golden State Warriors y Boston Celtics, tras las cuales dejó aparcada su carrera, debido a las continuas lesiones.
Tras cuatro años de parón, jugó una temporada con el equipo australiano de Perth Wildcats, tras la que se retiró definitivamente.

## Estadísticas de su carrera en la NBA

### Temporada regular
| Temporada | Edad | Equipo                | Liga | P   | TIT | MIN  | TC  | TCA  | %TC  | 3P  | 3PA | %3P   | TL  | TLA | %TL  | R.OF. | R.DEF. | REB | ASIS | ROB | TAP | PER | FP  | PTS  |
| 1989-90   | 23   | Denver Nuggets        | NBA  | 79  | 4   | 16.8 | 3.2 | 6.5  | .486 | 0.0 | 0.2 | .000  | 1.6 | 2.2 | .747 | 0.6   | 1.3    | 1.9 | 1.5  | 0.7 | 0.2 | 1.2 | 1.8 | 8.0  |
| 1990-91   | 24   | Denver Nuggets        | NBA  | 29  | 25  | 29.7 | 5.7 | 13.0 | .439 | 0.5 | 1.6 | .298  | 2.0 | 2.4 | .855 | 1.7   | 2.2    | 3.9 | 2.5  | 1.6 | 0.3 | 1.1 | 2.2 | 14.0 |
| 1991-92   | 25   | Denver Nuggets        | NBA  | 68  | 10  | 17.3 | 2.5 | 5.5  | .460 | 0.0 | 0.1 | .111  | 1.5 | 1.7 | .839 | 0.5   | 1.2    | 1.7 | 1.1  | 0.6 | 0.2 | 1.1 | 1.9 | 6.6  |
| 1992-93   | 26   | Denver Nuggets        | NBA  | 48  | 12  | 15.7 | 2.6 | 5.8  | .449 | 0.0 | 0.1 | .333  | 1.7 | 2.1 | .794 | 0.7   | 1.4    | 2.1 | 1.1  | 0.6 | 0.2 | 1.0 | 1.3 | 6.9  |
| 1993-94   | 27   | TOTAL                 | NBA  | 13  | 0   | 9.7  | 1.5 | 3.9  | .392 | 0.2 | 0.2 | 1.000 | 1.2 | 1.9 | .640 | 0.6   | 1.1    | 1.7 | 0.8  | 0.5 | 0.1 | 0.4 | 1.2 | 4.5  |
| 1993-94   | 27   | Orlando Magic         | NBA  | 4   | 0   | 5.0  | 1.0 | 2.3  | .444 | 0.0 | 0.0 |       | 0.0 | 0.0 |      | 0.8   | 0.3    | 1.0 | 0.5  | 0.5 | 0.0 | 0.5 | 0.8 | 2.0  |
| 1993-94   | 27   | Golden State Warriors | NBA  | 5   | 0   | 11.6 | 2.0 | 5.6  | .357 | 0.4 | 0.4 | 1.000 | 1.8 | 2.2 | .818 | 0.6   | 1.4    | 2.0 | 0.6  | 0.0 | 0.0 | 0.0 | 1.8 | 6.2  |
| 1993-94   | 27   | Boston                | NBA  | 4   | 0   | 12.0 | 1.5 | 3.5  | .429 | 0.0 | 0.0 |       | 1.8 | 3.5 | .500 | 0.5   | 1.5    | 2.0 | 1.5  | 1.3 | 0.3 | 0.8 | 1.0 | 4.8  |
| Total     |      |                       | NBA  | 237 | 51  | 17.9 | 3.1 | 6.7  | .460 | 0.1 | 0.3 | .244  | 1.6 | 2.1 | .789 | 0.7   | 1.4    | 2.1 | 1.4  | 0.8 | 0.2 | 1.1 | 1.8 | 7.9  |

### Playoffs
| Temporada | Edad | Equipo         | Liga | P | MIN | TCA | TC | 3PA | 3P | TLA | TL | R.OF. | REB | ASIS | ROB | TAP | PER | FP | PTS | %TC  | %3P  | %FT  | MIN  | PTS  | REB | AST |
| 1989-90   | 23   | Denver Nuggets | NBA  | 3 | 70  | 15  | 29 | 0   | 1  | 14  | 19 | 5     | 18  | 9    | 1   | 0   | 8   | 6  | 44  | .517 | .000 | .737 | 23.3 | 14.7 | 6.0 | 3.0 |
| Total     |      |                | NBA  | 3 | 70  | 15  | 29 | 0   | 1  | 14  | 19 | 5     | 18  | 9    | 1   | 0   | 8   | 6  | 44  | .517 | .000 | .737 | 23.3 | 14.7 | 6.0 | 3.0 |

## Vida personal
La vida de Lichti cambió la mañana del 17 de mayo de 1990, en la carretera Interestatal 80 cerca de Lovelock, Nevada. Él y su novia, Kirstin Gravrock, conducían un Nissan Pathfinder dirigiéndose desde Denver al Área de la Bahía de San Francisco, donde Lichti planeaba presentar a su novia a sus padres. Yendo conduciendo ella, aparentemente se quedó dormida al volante, con su novio dormido en el asiento del copiloto, sufriendo un grave accidente. Ella falleció en el acto, y Lichti sufrió lesiones en una pierna que condicionaron su carrera deportiva.
Lichti se casó años más tarde con su actual mujer, Sue, a la que conoció cuando jugaba en Australia. En la actualidad ejerce de analista deportivo en las retransmisiones televisivas de los partidos de los Denver Nuggets.